# Angelica Robinson
Angelica Danielle „Angel” Robinson (ur. 20 kwietnia 1987 w Richland) – amerykańska koszykarka występująca na pozycji środkowej, posiadająca także czarnogórskie obywatelstwo, reprezentantka tego kraju, obecnie zawodniczka OGM Orman Genclik Ankara.

## Osiągnięcia
Stan na 10 sierpnia 2020, na podstawie, o ile nie zaznaczono inaczej.

### NCAA
- Uczestniczka rozgrywek:
  - Sweet 16 turnieju NCAA (2007, 2010)
  - turnieju NCAA (2007–2010)
- Zaliczona do II składu SEC (2009)

### Drużynowe
- Mistrzyni:
  - Hiszpanii (2018)[3]
  - Turcji (2017)[4]
- Wicemistrzyni:
  - Euroligi (2016)
  - Rosji (2016)[5]
  - Hiszpanii (2014, 2015, 2019)[6][7]
- Zdobywczyni:
  - pucharu:
    - Hiszpanii (2014, 2015, 2018, 2019)[6][7][3]
    - Turcji (2017)[4]

  - superpucharu Hiszpanii (2013, 2014, 2017, 2018)[6][7][3]
- Finalistka pucharu:
  - Portugalii (2011)[8]
  - Federacji Portugalii (2011)[8]
  - Vitor Hugo (2011)[8]

### Indywidualne
(* – nagrody przyznane przez eurobasket.com)
- MVP:
  - sezonu ligi hiszpańskiej (2018)*[3]
  - pucharu:
    - Hiszpanii (2014, 2015, 2018)[6]
    - Vitor Hugo (2011)[8]
- Najlepsza zawodniczka zagraniczna ligi*:
  - hiszpańskiej (2012, 2018)[6][3]
  - francuskiej (2013)[9]
- Środkowa roku ligi portugalskiej (2011)*[8]
- Skrzydłowa roku ligi hiszpańskiej (2012, 2014, 2018)*[10][6][3]
- Defensywna zawodniczka roku ligi hiszpańskiej (2012)*[10]
- Zaliczona do*:
  - I składu:
    - ligi:
      - hiszpańskiej (2012, 2014, 2015, 2018)[10][6][7][3]
      - francuskiej (2013)[9]
      - portugalskiej (2011)[8]

    - zawodniczek zagranicznych ligi:
      - hiszpańskiej (2012, 2014, 2018)[10][6][3]
      - francuskiej (2013)[9]
      - portugalskiej (2011)[8]

  - nowo-przybyłych ligi portugalskiej (2011)[8]
- Liderka w zbiórkach ligi:
  - hiszpańskiej (2012)
  - francuskiej (2013)[9]

### Reprezentacja
- Uczestniczka mistrzostw Europy (2015 – 7. miejsce, 2017 – 16. miejsce)
- Mistrzyni Ameryki U–18 (2004)
- Liderka Eurobasketu w skuteczności rzutów z gry (2015 – 58,7%)[11]